# Pheloura dolichoura
Pheloura dolichoura är en stekelart som först beskrevs av Cameron 1888.  Pheloura dolichoura ingår i släktet Pheloura och familjen bracksteklar. Inga underarter finns listade i Catalogue of Life.